# Кучерівка (зупинний пункт)
Кучерівка — зупинний пункт Знам'янської дирекції залізничних перевезень Одеської залізниці. Розташований на лінії Знам'янка — Помічна між станціями Чорноліська та Трепівка в 1 км від с. Кучерівка Знам'янського району.